# Senatsbaudirektoren von Berlin
Der Senatsbaudirektor  in Berlin ist ein Amt im Rang eines Staatssekretärs (Besoldungsgruppe B 5) in der Senatsverwaltung für Stadtentwicklung und Wohnen, das sich mit kommunalen Bauaufgaben und der übergeordneten Planung Berlins befasst. Das Amt wurde in West-Berlin 1951 vom Senat Reuter eingeführt. Senatsbaudirektoren gibt es auch im Land Bremen; im Land Hamburg heißt die entsprechende Position Oberbaudirektor.
Diese Liste führt die Senatsbaudirektoren Berlins auf und deren Vorgänger in Ost-Berlin, Groß-Berlin, der Stadt Berlin und vergleichbare Architekten und Baumeister der preußischen Könige, die prägend für das Stadtbild waren.

## Senatsbaudirektor Berlin
| Name             | Zeitraum                   | Anmerkungen |
| ---------------- | -------------------------- | --- |
| Petra Kahlfeldt  | 21. Dezember 2021–         | |
| Regula Lüscher   | 1. März 2007–31. Juli 2021 | Lüscher gründete das „Baukollegium“, ein Gremium von Architekten und Bauexperten, vor dem Investoren und ihre Baumeister ihre Pläne vorstellen sollen. Am 22. Juni 2021 gab der Senat von Berlin in einer Pressemitteilung bekannt, Lüscher mit Ablauf des 31. Juli 2021 auf deren eigenen Wunsch in den einstweiligen Ruhestand versetzen zu wollen. |
| Hans Stimmann    | Dezember 1999–Oktober 2006 | |
| Barbara Jakubeit | 1996–1999                  | |
| Hans Stimmann    | 1991–1996                  | Setzte 1996 bis 1999 mit dem „Planwerk Innenstadt“ den historischen Stadtgrundriss als Planungsleitbild durch. Daraus entstand das „Planwerk Innere Stadt“. |

## Senatsbaudirektor West-Berlin
| Name                  | Zeitraum  | Anmerkungen |
| --------------------- | --------- | --- |
|                       | 1982–1991 | Amt unbesetzt |
| Hans Christian Müller | 1967–1982 | vom Bausenator Ulrich Rastemborski (CDU) entlassen |
| Werner Düttmann       | 1960–1966 | gehört zu den wichtigsten Vertretern der Nachkriegsmoderne, plante den Bau des Märkischen Viertels. In den späten 1960er und 1970er Jahren war Düttmann als Stadtplaner maßgeblich an der Durchführung von Flächensanierungsmaßnahmen in Berlin-Kreuzberg beteiligt, insbesondere im Bereich um das Kottbusser Tor. |
| Hans Stephan          | 1956–1960 | 1960 auf politischen Druck zurückgetreten |
| Ludwig Lemmer         | 1951–1956 | |

## Chefarchitekt Ost-Berlin
Der Posten eines Chefarchitekten von Ost-Berlin wurde 1953 geschaffen. Um die architektonisch-künstlerische Durchbildung der Berliner Bauvorhaben zu garantieren und um die städtebau-künstlerische Seite des Rekonstruktionsplanes von Berlin seiner Bedeutung entsprechend zu berücksichtigen, wurde beschlossen, die Abteilung Aufbau zu reorganisieren und dem Oberbürgermeister einen Chefarchitekten für Groß-Berlin zu unterstellen. Neben den „offiziellen“ Chefarchitekten für Berlin (Henselmann, Gericke, Näther und Korn) gab es noch weitere, die für bestimmte Gebiete oder Projekte zuständig waren.
| Name                               | Zeitraum  | Anmerkungen |
| ---------------------------------- | --------- | --- |
| Roland Korn                        | 1973–1990 | Chefarchitekt von Ost-Berlin, besonders an der Rekonstruktion des Nikolaiviertels beteiligt |
| Joachim Näther                     | 1964–1973 | Chefarchitekt von Ost-Berlin, war maßgeblich für die Neugestaltung der Fischerinsel verantwortlich. |
| Hans Gericke                       | 1959–1964 | Chefarchitekt für den Wiederaufbau Berlins |
| Hermann Henselmann                 | 1953–1959 | Chefarchitekt beim Magistrat von Ost-Berlin |
| Weitere bedeutende Chefarchitekten |           | |
| Heinz Graffunder                   | 1976–1988 | Chefarchitekt und Leiter der städtebaulichen Projektierung in Berlin-Mitte (Gebäudekomplex entlang der Rathaus- und Karl-Liebknecht-Straße), Leiter des Entwurfskollektivs und Chefarchitekt des Palastes der Republik sowie der neuen Berliner Stadtbezirke Marzahn und Hellersdorf |
| Josef Kaiser                       | 1973      | Chefarchitekt und persönlicher Berater beim Direktor der Aufbauleitung für Sonderbauvorhaben in Ost-Berlin Erhardt Gißke. |
| Erhardt Gißke                      | 1958–1963 | Stadtbaudirektor von Berlin, 1955 bis 1958 Stellvertreter des Chefarchitekten Henselmann |

## Stadtbaurat von Groß-Berlin / Stadt Berlin
Nach Inkrafttreten der neuen Städteordnung in Preußen im Jahr 1808 und der Einrichtung des Magistrat von Berlin, ernannte Friedrich Wilhelm III. Friedrich Wilhelm Langerhans zum ersten Stadtbaurat. Die Städteordnung sah eine Magistratsverfassung mit zwei Organen vor: die gewählte Stadtverordnetenversammlung und den von ihr ernannten Magistrat mit besoldeten und unbesoldeten Stadträten als Exekutive. Nach der Städteordnung waren die besoldeten Mitglieder zwei Juristen, ein Syndikus, ein Kämmerer und ein Stadtrat für das Bauwesen. Im Jahr 1845 wurde eine zweite Bauratsstelle eingerichtet und das Amt in Hoch- und Tiefbau unterteilt.
Zu den Aufgaben der Stadtbauräte gehörte hauptsächlich die Planung, Durchführung und Überwachung von kommunalen Bauprojekten.
| Name                            | Zeitraum  | Anmerkungen |
| ------------------------------- | --------- | --- |
| Karl Bonatz                     | 1946–1948 | Seit 1947 Nachfolger von Stadtbaurat Hans Scharoun und ab 1949 Stadtbaudirektor in West-Berlin |
| Hans Scharoun                   | 1945–1946 | Stadtbaurat, Leiter der Abteilung Bau- und Wohnungswesen. Ausarbeitung eines Wiederaufbaukonzepts |
| Albert Speer                    | 1937–1945 | Generalbauinspektor für die Reichshauptstadt im Ministerrang, die städtische Bauverwaltung verlor ihre Befugnisse |
| Max Rendschmidt                 | 1933–1937 | „Stadtbaudirektor“ mit Stadtrat Benno Kühn (Hoch- und Tiefbau) und Adalbert Pfeil |
| Martin Wagner                   | 1926–1933 | Nachfolger von Hoffmann, der sich als „Organisator der Metropole Berlin“ verstand und auch für den hinzugekommenen städtischen Siedlungsbau zuständig war. Im März 1933 als Stadtbaurat durch die NS-Machthaber „beurlaubt“ |
| unbesetzt                       | 1924–1925 | Nachdem Hoffmann durch Einführung der Altersgrenze von 65 Jahren 71-jährig in den Ruhestand ging, fand sich erst 1926 mit Martin Wagner ein Nachfolger.                                                                     |
| Friedrich Krause                | 1897–1921 | Stadtbaurat für Tiefbau, Nachfolger von Hobrecht |
| Ludwig Hoffmann                 | 1896–1924 | Prägte mit mehr als 300 Bauten das Stadtbild entscheidend |
| Hermann Blankenstein            | 1872–1896 | Eine fast unübersehbare Zahl von Bauten, darunter 120 Schulen, prägen noch heute das Berliner Stadtbild. Sein Stil in Ziegel und Terrakotta überdauerte den Eklektizismus der Gründerjahre.                                 |
| James Hobrecht                  | 1884–1896 | Stadtbaurat der Stadt Berlin für Straßen- und Brückenbau; entwickelte den Hobrecht-Plan |
| Carl Theodor Rospatt            | 1873–1884 | Stadtbaurat für Tiefbau entwarf die berlin-typische Bedürfnisanstalt „Café Achteck“ |
| Adolf Gerstenberg               | 1861–1871 | 1851 begründete er gemeinsam mit Ludwig Scabell die Berliner Berufsfeuerwehr und war bis 1861 als Brandinspektor tätig. Stadtbaurat in Berlin und Vorgänger von Hermann Blankenstein                                        |
| Gustav Holtzmann                | 1852–1860 | Errichtete u. a. das Friedrichs-Waisenhaus Rummelsburg und die Propstei der Nikolaikirche. |
| Franz Alexander Wilhelm Kreyher | 1845–1859 | Ab 1845 Stadtbaumeister bei Langerhans, ab 1849 dessen Nachfolger |
| Christian Gottlieb Cantian      | 1822–1832 | Unbesoldeter Stadtbaurat. Schuf die Große Granitschale im Lustgarten. |
| Friedrich Wilhelm Langerhans    | 1809–1849 | Berlins erster hauptamtlicher Stadtbaurat |

## Königlicher Hofbaumeister / Baudirektor / Architekt des Königs
Die hier aufgeführten Baumeister und Architekten können im weitesten Sinne als Vorfahren der Senatsbaudirektoren gelten. Sie standen im Staatsdienst und haben das Stadtbild Berlins entscheidend geprägt.
| Name                                | Zeitraum           | Anmerkungen |
| ----------------------------------- | ------------------ | --- |
| Johann Carl Ludwig Schmid           | 1842–1849          | Leiter der Oberbaudeputation; erstellte 1827 Bebauungsplan für das Berliner Umland, Schmids Arbeiten gehörten zu den konzeptionellen Vorläufern des späteren Hobrecht-Plans von 1862                                                     |
| Peter Joseph Lenné                  | 1840               | Erstellte im Jahr 1840 als einer der ersten einen Gesamtplan für Berlin und das Umland: Projektierte Schmuck- und Grenzzüge von Berlin mit nächster Umgebung. Viele von Lennés Vorstellungen und Ideen flossen in den Hobrecht-Plan ein. |
| August Adolph Günther               | 1841–1842          | Ab 1836 war er auch Lehrer an der Bauakademie, wurde 1838 zum Vizeoberbaudirektor befördert und nach dem Tod Schinkels im November 1841 als dessen Nachfolger zum Oberbaudirektor ernannt, starb aber bereits im Dezember 1842.          |
| Karl Friedrich Schinkel             | 1815–1841          | Oberlandesbaudirektor und Architekt des Königs |
| Johann Albert Eytelwein             | 1809–1830          | Als Direktor der Oberbaudeputation war er ab 1816 Oberlandesbaudirektor und Vorgänger Schinkels |
| Carl Gotthard Langhans              | 1788–1806          | 1788 von Friedrich Wilhelm II. zum Direktor des neu gegründeten Oberhofbauamtes in Berlin ernannt, das 1806 geschlossen wurde |
| Georg Christian Unger               | 1787–1799          | Unger war ab 1787 Oberhofbaurat und ab 1788 Direktor der Immediatbaukommission |
| Michael Philipp Boumann             | 1778–1803          | Geheimer Oberhofbaurat, Intendant und Baudirektor |
| Georg Friedrich von Boumann         | 1776–1778          | Nachfolger seines Vaters als Oberbaudirektor und Oberhofbaurat unter Langhans |
| Jan Bouman                          | 1755–1776          | Oberbaudirektor für Bauaufgaben in Berlin und Potsdam |
| Christian Friedrich Feldmann        | 1746–1765          | Kurmärkischer Oberbaudirektor in Berlin |
| Georg Wenzeslaus von Knobelsdorff   | 1740–1746          | Chef-Architekt von König Friedrich II. Legte 1746 aus gesundheitlichen Gründen die Leitung von Friedrichs wichtigsten Bauten nieder. |
| Titus de Favre                      | 1737–1740          | Oberbaudirektor, gemeinsam mit Johann Carl Stoltze; unter König Friedrich II. war Favre nur noch in der Provinz tätig. |
| Philipp Gerlach                     | 1707–1737          | Königlicher Baudirektor, ab 1720 Oberbaudirektor |
| Johann Friedrich Eosander von Göthe | 1699–1713          | Hofbaumeister |
| Andreas Schlüter                    | 1698 (1699?) –1713 | Schlossbaudirektor, stand in Konkurrenz zu Eosander |
| Martin Grünberg                     | 1695–1698          | Kurfürstlich-brandenburgischer Oberbaudirektor |
| Johann Arnold Nering                | 1691–1695          | Kurfürstlich-brandenburgischer Oberbaudirektor |
| Johann Gregor Memhardt              | ab 1650            | Hofbaumeister unter Friedrich Wilhelm |